# Quasinoide

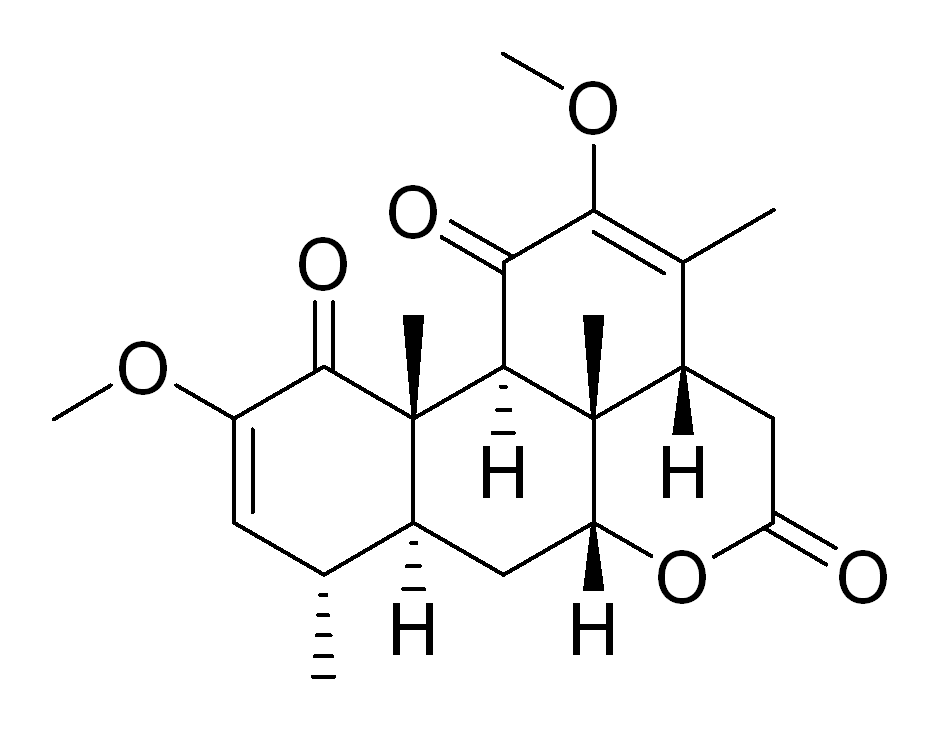
Estructura química de cuasina

Quasinoides son un grupo de compuestos químicos naturales clasificados como triterpenoides. Son principios amargos que se encuentran en las plantas en la familia Simaroubaceae. El prototipo miembro del grupo, Cuasina, fue aislado por primera vez en el siglo XIX a partir de las plantas del género Quassia de la que toma su nombre.
Otros Quasinoides son:
- Bruceanol
- Bruceólido
- Euricomanona
- Gutolactona
- Isobruceína A
- Neoquassina
- Nigakihemiacetal A
- Quassimarina
- Samaderina
- Simalikalactona